# Konstantin Igropuło
Konstantin Walerjewicz Igropuło (ros. Константин Валерьевич Игропуло) (ur. 14 kwietnia 1985 roku w Stawropolu) – rosyjski piłkarz ręczny pochodzenia greckiego, reprezentant kraju. Obecnie występuje w Superlidze, w drużynie Wisła Płock na pozycji rozgrywającego.

## Sukcesy

### Klubowe
- 2006, 2007, 2008, 2009  Mistrzostwo Rosji
- 2009 –  Superpuchar Hiszpanii
- 2010 –  Puchar Ligi ASOBAL
- 2010 –  Puchar Króla
- 2011, 2012 -  mistrzostwo Hiszpanii
- 2010 –  wicemistrzostwo Hiszpanii
- 2010 –  finalista Ligi Mistrzów
- 2011 -  zwycięstwo w Lidze Mistrzów